# Toni-Markus Turunen
Toni-Markus Turunen (* 1984) ist ein ehemaliger finnischer Snowboarder. Er startete in den Disziplinen Halfpipe und Big Air.

## Werdegang
Turunen trat international erstmals bei den Juniorenweltmeisterschaften 2000 in Berchtesgaden in Erscheinung. Dort gewann er die Bronzemedaille in der Halfpipe. Im folgenden Jahr wurde er bei den Juniorenweltmeisterschaften in Nassfeld Vierter in der Halfpipe und nahm in Whistler erstmals am Snowboard-Weltcup der FIS teil, wobei er die Plätze 31 und 24 in der Halfpipe sowie den 12. Platz im Big Air errang. In den folgenden Jahren kam er bei den Juniorenweltmeisterschaften 2002 in Rovaniemi auf den 15. Platz und bei den Juniorenweltmeisterschaften 2003 in Prato Nevoso auf den 36. Rang in der Halfpipe. In der Saison 2003/04 errang er vier Top-Zehn-Platzierungen im Weltcup. Dabei erreichte er in Bardonecchia mit Platz zwei in der Halfpipe seine einzige Podestplatzierung im Weltcup und zum Saisonende mit dem siebten Platz im Halfpipe-Weltcup sein bestes Gesamtergebnis. Bei den Juniorenweltmeisterschaften 2004 belegte er den 47. Platz in der Halfpipe, den 30. Rang im Snowboardcross und den neunten Platz im Big Air. In der Saison 2004/05 kam er bei den Winter-X-Games 2005 in Aspen auf den 19. Platz und bei den Snowboard-Weltmeisterschaften 2005 in Whistler auf den 23. Rang in der Halfpipe. Zudem wurde er finnischer Meister in der Halfpipe. Seinen 44. und damit letzten Weltcup absolvierte er im Januar 2009 in Gujō, welchen er auf dem 11. Platz in der Halfpipe beendete.

## Weltcup-Gesamtplatzierungen
| Saison  | Gesamt | Gesamt | Halfpipe | Halfpipe | Big Air | Big Air |
| Saison  | Punkte | Platz  | Punkte   | Platz    | Punkte  | Platz   |
| ------- | ------ | ------ | -------- | -------- | ------- | ------- |
| 2001/02 | -      | -      | 784      | 31.      | 180     | 44.     |
| 2002/03 | -      | -      | 700      | 29.      | 378     | 28.     |
| 2003/04 | -      | -      | 2049     | 7.       | 424     | 30.     |
| 2004/05 | -      | -      | 919      | 25.      | -       | -       |
| 2005/06 | 1440   | 59.    | 1440     | 18.      | -       | -       |
| 2006/07 | 276    | 158.   | 240      | 50.      | 36      | 67.     |
| 2007/08 | 880    | 100.   | 760      | 32.      | 120     | 58.     |
| 2008/09 | 255    | 187.   | 255      | 57.      | -       | -       |